# Thyas inepta
Thyas inepta är en kvalsterart som beskrevs av Lundblad. Thyas inepta ingår i släktet Thyas och familjen Thyasidae. Inga underarter finns listade i Catalogue of Life.